# Gummareddihalli, Gudibanda
Gummareddihalli là một làng thuộc tehsil Gudibanda, huyện Kolar, bang Karnataka, Ấn Độ.